# Piaggio P.111
Die Piaggio P.111 war ein Höhenforschungsflugzeug des italienischen Herstellers Piaggio.

## Geschichte und Konstruktion
Die Entwicklung der P.111 begann 1938, als die Aeronautica Militare einen Wettbewerb für die Entwicklung eines zweimotorigen, dreisitzigen schnellen Höhenbombers mit Druckkabine ausschrieb, den Piaggio gewann. Speziell für die P.111 produzierte Piaggio einen neuen zweireihigen 18-Zylinder-Sternmotor mit 745 kW (999 PS), den Piaggio P.XII RC100/2v, der mit einem zweistufigen Turbolader ausgestattet war. Die Maschine war vollständig aus Metall gebaut und besaß ein konventionelles Leitwerk und tief angesetzte Tragflächen, an denen die Motoren befestigt waren. Das Hauptfahrwerk des Spornradfahrwerks wurde in die Motorgondeln eingezogen. Während der Prototyp im Bau war, beschloss die Aeronautica Militare die Maschine als Höhenforschungsflugzeug statt als Bomber zu verwenden.
Die P.111 flog erstmals am 9. April 1941. 110 Testflüge fanden vor allem im Rahmen der Entwicklung einer Druckkabine für die Piaggio P.108 statt. Anfang 1943 wurde die Maschine verschrottet.

## Militärische Nutzung
- Königreich Italien
  - Aeronautica Militare

## Technische Daten

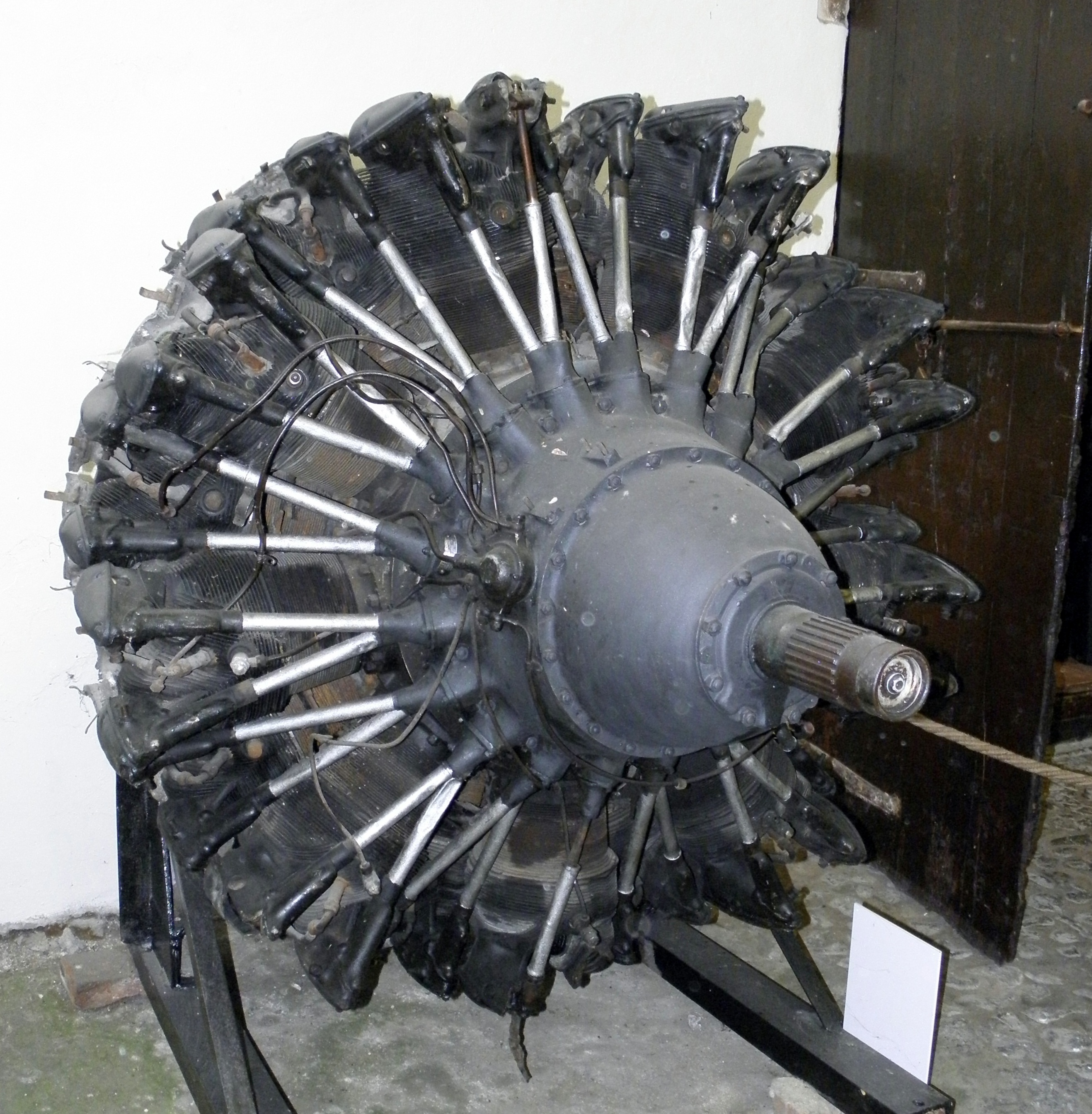
18-Zylinder-Sternmotor Piaggio P.XII

| Kenngröße             | Daten                                                                           |
| --------------------- | ------------------------------------------------------------------------------- |
| Besatzung             | 3                                                                               |
| Länge                 | 12,40 m                                                                         |
| Spannweite            | 17,30 m                                                                         |
| Höhe                  | 3,91 m                                                                          |
| Flügelfläche          | 40 m²                                                                           |
| Flügelstreckung       | 7,5                                                                             |
| Leermasse             | 5.239 kg                                                                        |
| max. Startmasse       | 7.574 kg                                                                        |
| Reisegeschwindigkeit  | 449 km/h                                                                        |
| Höchstgeschwindigkeit | 575 km/h                                                                        |
| Dienstgipfelhöhe      | 11.997 m                                                                        |
| Reichweite            | 1.659 km                                                                        |
| Triebwerke            | zwei 18-Zylinder-Sternmotoren Piaggio P.XII R.C.100/2v mit je 750 kW (1.020 PS) |